# Педро Алмодовар
Педро Алмодовар Кабаљеро (шп. Pedro Almodóvar Caballero; Сијудад Реал, 25. септембар 1949) шпански је филмски редитељ, сценариста и продуцент. Његове филмове карактеришу изузетно сложене приче, елементи поп културе, популарна музика, сатирични хумор, јаке боје и бљештав декор, а највише се бави темама као што су жеља, страст, породица и лични идентитет.
Алмодовар је са својим млађим братом Августином основао продукцијску кућу Ел Десео (El Deseo S.A.), а 2001. године изабран је за почасног члана Америчке академије за науку и филм. Следеће године је добио Оскара за најбољи оригинални сценарио за филм Причај с њом.
Алмодовар је светску славу стекао филмовима Високе потпетице, Лоше васпитање, Све о мојој мајци, Врати се и Прекинути загрљаји. Ова остварења су га учинила најславнијим шпанским редитељем своје генерације и једним од најистакнутијих фигура европског филма.

## Детињство
Педро Алмодовар рођен је у малом месту Калсада де Калатрава, недалеко од града Сијудад Реал (Кастиља-Ла Манча), у сиромашној породици. Био је најстарије од четворо деце (имао је брата и две сестре). Са осам година креће у верску школу у Касерес (Екстремадура) где проводи цело своје детињство. Педрови родитељи, Антонио и Франсиска, желели су да њихов најстарији син постане свештеник, те су се касније и они преселили у Касерес, како би били у непосредној близини. Антонио је у граду отворио бензинску пумпу, а Франсиска винарију, где је продавала вино са породичног имања.
Алмодовар је за време школовања у Касересу заволео филм, јер се у улици у којој је живео налазио биоскоп. Касније је говорио да је ту стекао више знања него код свештеника. Одушевљавала су га остварења Луиса Буњуела, Алфреда Хичкока, Џорџа Кјукора и Федерика Фелинија. Упркос противљењу родитеља, у осамнаестој години се преселио у Мадрид, с намером да упише филмску академију, али то није било могуће, јер су за време Франковог режима све филмске школе биле затворене. Запослио се у пошти да би од плате скупио новац за куповину камере Супер 8, с којом је касније, уз помоћ пријатеља, снимао краткометражне филмове.
Франко умире 1975. године и после дугоочекиване обнове демократије, Алмодовар је постао један од пионира „Мовиде“, покрета младих Шпанаца у постдиктаторским годинама, који се посебно одликује залагањем за алтернативну и панк културу. У то време се површно бавио писањем, глумом и режијом, био је чак и део панк бенда. Као тинејџер, Алмодовар је нашао узор у филмовима разних режисера као што су Били Вајлдер, Даглас Серк, Алфред Хичкок, Луис Буњуел, Блејк Едвардс и неореалисти Марк Ферер и Фернандо Фернан-Гомес. Педрови кратки филмови постали су веома познати у Мадриду, где су их пуштали по баровима. Снимао је гласове на својим филмовима уживо зато што је било компликовано да се аудио снимак дода касније.

## Каријера

### Краткометражни филмови
Раних седамдесетих, Алмодовар почиње да се интензивно занима за филм и позориште. Придружује се авангардној позоришној групи Los Goliardos, и добија прве улоге у позоришту. Тада такође упознаје прослављену шпанску глумицу Кармен Мауру, која ће касније постати једна од његових „муза“. Зарађивао је и пишући стрипове, чланке и колумне за часописе контракултуре („Star“, „Víbora“, „Vibraciones“). Мадридска напредна културна сцена била је савршена за Педрове многобројне таленте, те и за културни покрет Madrileña, у коме је одиграо једну од кључних улога. La Movida Madrileña је представљала поновно рађање личних слобода и слободе изражавања, кршење табуа и моралних кодекса, била је то својеврсна шпанска ренесанса, настала после Франкове смрти 1975. године.
Осим авангардног Алмодовара, у то време су стварали и Фернандо Труеба, Иван Зулуета и Фернандо Коломо. Велику популарност уживала је певачица Аљаска, која је водила ТВ–емисију La Bola de Cristal и допринела развоју шпанске ЛГБТ културе као ултимативна геј икона. Педро је објавио причу „Ватра у утроби“ (Fuego en las entrañas), а писао је и за часописе „El País“, „Diario 16“ и „La Luna“, али под псеудонимом „Пати Дифуса“ (Patty Diphusa). Све његове приповетке објављене су у књизи El sueño de la razón.
Педро је од прве плате купио камеру којом је снимио своје прве краткометражне филмове (први снимљен 1974). Све су их карактерисале изразито сексуалне теме, нису имали музичку подлогу, а били су приказивани у Мадриду и Барселони. Краткометражни филмови који су му у престоници донели незнатну популарност били су: Dos putas, o, Historia de amor que termina en boda (Две курве или Љубавна прича која се завршава браком), La caída de Sodoma (Пад Содоме), La estrella (Звезда), Sexo Va: Sexo viene (Секс дође и прође)... Приказивао сам их у баровима и на забавама. Било је тешко додати им музику јер је магнетна трака била изузетно јефтина и танка... Због тога је за време пројекције пуштао касете са одабраном музиком, што је публици било врло симпатично и иновативно.

### Дугометражни филмови
Почетком осамдесетих, Алмодовар је почео да обрађује провокативне и необичне теме на постмодернистички начин, теме као што су секс и насиље али и религија и опасности доброг гаспаћа. Понекад шокантни, понекад контроверзни, Алмодоварови филмови су увек успевали да пруже нов и занимљив поглед на његову родну земљу.
Док је преко дана радио у телефонској компанији, ноћу је писао кратке приче у којима се подсмевао журналима и рекламама у исто време стварајући Супер-8 филмове.
Једна од Алмодоварових прича, неукусна фото-новела коју је написао по наруџбини једног часописа 1978. постала је његов први играни филм – „Пепи, Луси, Бом и друге девојке “ (Pepi, Luci, Bom y otras chicas del montó.1980). Слабо је снимао и имао је многе техничке грешке с обзиром на то да није могао да приушти довољно ролни филма да би понављао сцене. Филм одликује јак осећај пријатељства и сестринства између протагониста, што је тема која ће се често јављати током његовог рада. Будући разуздана сексуална сатира, филм је био својеврстан шамар шпанском друштву које се још огрезло у социјалној нетолеранцији Франковог режима.
Претераност, хедонизам с примесама поп-арта и сексуална вулгарност, осликани су две године касније у Алмодоваровом другом покушају под називом „Лавиринт страсти“ (Laberinto de Pasiones). Многи шпански критичари који су били привржени квалитетнијим филмовима шпанске кинематографије, негативно су реаговали на Алмодоваров рад, називајући га превише модерним и површним. То је уједно и први Алмодоваров филм у ком једну од улога тумачи Антонио Бандерас. Ово је почетак њихове сарадње у бројним његовим филмовима.
На овакве критике режисер реагује филмом „Мрачне навике“ (Entre Tinieblas, 1983) и „Шта сам урадила да заслужим ово?“(¿Qué he hecho yo para merecer esto?, 1984). Иако комедије, оба филма су имала дубље значење као и озбиљније и комплексније теме. Филм „Мрачне тајне“ представља критику Католичке цркве кроз причу о жени која је била приморана да се скрива заједно са групом разузданих часних сестара, док је „Шта сам урадио да заслужим ово?“ прича о домаћици која се бори са проблемима из свакодневног живота. Бави се животом у стамбеним блоковима Мадрида. Протагониста филма је Глорија, презапослена мајка која узима амфетамине да јој помогну да се суочи са одговорностима домаћице и чистачице. У њену породицу се убраја и њен муж, таксиста, који је занемарује, два сина, један дилер дроге, а други хомосексуалац и свекрва, која чезне да се врати у своје село. Овај мотив угњетаване домаћице појављиваће се често у режисеровим делима, као и други предмети полемике о женској независности и солидарности.
У својим каснијим филмовима Алмодовар продубљује своја истраживања сексуалне жеље и понекад бруталних закона који је прате. Филм „Матадор“ (1986) понудио је чежњу као мост између сексуалне привлачности и смрти, приказујући гледаоцу изобиље сексуалних опција који су укључивали фетишизам, хомосексуални и хетеросексуални воајеризам, некрофилију и женску пенетрацију.
Ова разноликост била је даље истражена у филму пригодног назива „Закон жеље“ (La Ley del Deseo 1987), где се бави отвореном сексуалношћу. Овде се поново појављује Антонио Бандерас.
Бандерас је такође глумио у још једном Алмодоваровом играном филму –„Жене на рубу нервног слома“ (Mujeres al borde de un ataque de nervios, 1988. који је пружио оштар и неизоставно забаван поглед на женску сексуалност и страст, што учвршћује Алмодовара као „женског режисера“. Овај филм режисеру такође доноси интернационално признање и зараду од 7,8 милиона долара, што га чини најуноснијим филмом у шпанској историји.
Ношен успехом претходног филма, Алмодовар одлучује да наредни посвети контроверзној теми. Филм „Вежи ме!“ (¡Átame!, 1989) био је тема жустрих дебата јер је својој омиљеној глумици и музи Викторији Абрил) наменио улогу жене која се заљубљује у свог злостављача. Феминисткиње и групе за заштиту жена широм света жестоко су осудиле овај филм, који није имао ништа бољи пријем ни код многих шпанских критичара који су чак рекли да је Алмодовар изгубио осећај за режију.
На сличан пријем наишла су и друга два филма која су уследила – „Високе потпетице“ (Tacones Lejanos, 1991) и „Кика“, 1993). Попут „Вежи ме!“, „Кика“ говори о зависници о хероину која бива силована, а касније њен случај експлоатише телевизија, чиме трпи додатно злостављање. Проузроковала је одређену количину контроверзе у Америци захваљујући сцени силовања која је била доживљена подједнако као женомрзачка и као израбљивачка.
Режисер одлучује да унесе извесне промене у свој наредни филм „Цвет моје тајне“ (La flor de mi secreto, 1995). Са Марисом Паредес у главној улози списатељице петпарачких романси, филм је био психолошка драма, по многима једно од његових најзрелијих остварења. Филм је такође најавио промену у Алмодоваровом портретисању мушких ликова; уместо недоречених мушких протагониста какве је имао у ранијим филмовима, Алмодовар ствара позитивну слику „новог мушкарца“.
Слична карактеризација мушких ликова поновила се и у његовом следећем филму – „Живо месо“ (Carne trémula, 1997) Слободно базиран на истоименом роману Рут Рендел, филм се бави љубављу, губитком и патњом са трезном уздржаношћу која се само назирала у режисеровим претходним делима.
Алмодовар, потом, наставља да ради на озбиљнијим драмским темама, режирајући „Све о мојој мајци“ (Todo sobre mi madre, 1999). Ово је прича о потрази једне жене за оцем свог мртвог сина, која се на неки начин враћа на Алмодоварове сличне теме нераздвојиве силе сестринства и моћи и снази породице без обзира колико необична та породица била. Посвећен Бет Дејвис (Bette Davis), Роми Шнајдер (Romy Schneider) и Џени Роулендс (Gena Rowlands), филм је премијерно изведен уз велико признање на Канском фестивалу 1999, где је Алмодовар награђен наградом за најбољег режисера. Још већи успех уследио је 2000. године када „Све о мојој мајци“ добија Оскара (Academy Award) и Златни Глобус (Golden Globes) за најбољи филм на страном језику.
Две године касније, Алмодовар подиже своју каријеру у небеса филмом „Причај с њом“(Hablа con ella, 2002). Ово је била мелодрама значајна како због своје комплексне сексуалне поетике тако и због своје стилске расцветаности. Филм, у коме се ради о две жене у коми и мушкарцима који их воле, био је хваљен од стране критичара и одлично прихваћен од стране уметничке публике. Међутим, одређени делови заплета оживели су оптужбе за женомрство које су га пратиле од неких ранијих филмова („Вежи ме!“ и „Кика“). Без обзира на такву контроверзу, Алмодовар добија безбројне хвале и награде за свој филм широм света, укључујући Френч Цезар за најбољи филм и Оскара за најбољи оригинални сценарио.
Тада је већ постало извесно да Алмодовар не намерава да успори темпо и да ће наставити да прикупља награде и критичке хвале филмовима попут: „Врати се“, „Прекинути загрљаји“, „Кожа у којој живим“ и „Пролазни љубавници“.

### Фазе стваралаштва
Иако стручњаци и аналитичари Алмодоварових дела не могу да се сложе, можда је могуће класификовати његова дела у 5 етапа:
1. Експериментална фаза: „Јеби ме, јеби ме, јеби ме... Тим“, „Пепи, Луци, Бом и много других девојака“ и „Лавиринт страсти“.
2. Фаза под утицајем Федерика Фелинија: „У тами“ и „Шта сам урадио да заслужим ово“ .
3. Фаза под утицајем учитеља: „Матадор“, „Закон жеље“, „Жене на рубу нервног слома“, „Вежи ме“ и „Високе потпетице“.
4. Аутобиографска фаза: „Све о мојој мајци“ и „Повратак“.
5. Фаза ноир: „Лоше образовање“, „Поломљени загрљаји“ .

## Карактеристике Алмодоваровог стила
Алмодовар је својим стилом још осамдесетих година био далеко од клишеа тог доба. Рођен је у малом граду у руралној Шпанији и културна пустиња која га је окруживала је у каснијим годинама будила известан осећај ужаса. Таква је била и клима репресије кроз коју је земља пролазила: католицизам је био један од главних криваца за ово, и као и други слободоумни Шпанци који су трпели реакционарство Цркве, Алмодовар је нашао извесно задовољство у исмевању религијских институција. Али он такође осећа јаку везаност за своју отаџбину, која му пружа неисцрпан извор инспирације за филмове, и како при стварању ликова тако и у приказивању навика и слика. Његови филмови садрже аутобиографске елементе, с обзиром на то да се његове идеје рађају из саме сржи шпанског социјалног живота као и његовог животног искуства. Корупција у породици, влади и католичкој цркви спада у концепт који је током четрдесет година диктатуре био прилично скривен. О корупцији се јавно говорило тек по завршетку Франковог режима.
Алмодовар се такође бавио проблемима који су уништавали шпанско друштво, поготово мадридско. Без имало страха освртао се на теме које су у старије доба биле цензурисане и забрањене, попут хомосексуалности, конзумације дрога, сиде, проституције, секса, злостављања, итд. Алмодоварови филмови наизглед представљају благу критику свега лошег у друштву, захваљујући чињеници да се постарао да сваки тон, у сваком филму или пројекту не звучи превише озбиљно или драматично. У њима увек има понеког недокучивог смисла за хумор који се појављује уз клише, сатиру, пародију, поп уметност и црни хумор.
Створио је велики број незаборавних ликова. Бројне улоге имале су анонимне домаћице у кризи које успевају да се среде и докажу своју снагу упркос притиску и невољама. Главне улоге претежно тумаче проститутке, трансвестити, трудне монахиње и наркомани. Алмодоварови филмови су углавном фокусирани на животе и осећања жена. Углавном су испричани из женске перспективе. Његов кинематографски свет испуњен је интензивним сликама и невероватним ситуацијама које су направљене да изгледају необично. Његови филмови обухватају живот и индивидуалну слободну, а његове главне теме су славље, истраживање, а понекад и фрустрација људских жеља.

## Хомосексуалност у Алмодоваровом раду
Овом темом највише се позабавио Алберто Мира који наводи следеће: "За неког ко је постао нешто попут интернационалне геј иконе, Алмодовар је озлоглашено невољан да расправља о хомосексуалности (било о својој, или хомосексуалности као генералној теми) у шпанским медијима. Алмодовар је тако јасан представник шпанских ставова према хомосексуалним идентитетима, да је можда боље дати нека оправдања његове позиције, него критике исте (као што је неколико критичара, у Шпанији и иностранству, већ учинило)."
Алмодовар - заједно са многим другим уметницима блиским слободоумној културној и социјалној групи која је постала позната као 'La Movida' крајем 70-их — опире се хомофобичном разграничавању и они одлучују да неће играти игру која ће се на крају окренути против њих и ограничити домет њиховог рада. Искрено говорећи, ово гледиште о сексуалности као политичком идентитету који пружа отпор, као нечем надмоћно флуидном и никада фиксираном, очигледан је у Алмодоваровом раном раду а, са друге стране, покушао је да буде релативно отворен по питању хомосексуалности на почетку каријере, само да би наишао на неразумевање које је водило тумачењима за која је мислио да не обогаћују његов рад.
Сексуална хетеродоксија већ је постала стално присутан елемент у његовом раду, као сто је приказано његовим првим филмом који је постигао комерцијалну дистрибуцију „Пепи, Луци, Бом и друге девојке попут маме" (Pepi, Luci, Bom y otras chicas del monton, 1980). Од тог тренутка, постојао је напредак ка кохеренцији и хомосексуалности у његовом раду, а друга 'перверзна' понашања су постајала све мање и мање значајна са сваким новим покушајем. „Лавиринт страсти“ (Laberinto de pasiones, 1982) приказује фрагментирану нарацију и поиграва се брзо и опуштено са сексуалним оријетацијама. „Уски пролаз“ (Entre tinieblas, 1983) су мелодрама о лезбејској страсти смештеној у манастир, и то је можда врхунац Алмодоваровог изражавања непоштовања религије и кемп сензибилитета. У каснијим филмовима такође је још увек приказан хомоеротизам: постоји естетизирање борбе бикова и опсесија мушкошћу у „Матадору“ (Matador, 1986) и хомосексуална педерастија у филму „Шта сам учинио да заслужим ово?“
Хомосексуалност међутим никада поново није била централна као у филму „Закон жеље“ (La ley del deseo, 1987), геј љубавној причи испричаној у стилу високе мелодраме, са дречећим бојама и визуелно упадљивим уметничким вођењем. Закон жеље био је збуњујући филм и за публику и за критичаре, који су покушали да умање значај хомосексуалне везе у заплету: 'постмодернизам' био је опет омиљени начин помоћу кога се тумачила сексуална флексибилност коју су неки ликови показивали. Са становишта геј политике, као што је Paul Julian Smith исправно истакао, овај филм је далеко од задовољавајућег: хомосексуалност је већином слободна, али наглашавање смрти и репресије, заједно са очигледном неспособношћу да се створи било шта, што макар подсећа на 'политички коректан' идентитет веома отежава пројекцију било каквих 'позитивних' слика филма. Па ипак, учинио је нешто што ниједан ранији филм није и због тога заслужује свој статус прекретнице у геј кинематографији: сексуална хетеродоксија представљена је са смислом за хумор, без велике гужве и на врло опуштен начин. Шок и патологија су били очигледно избегнути: није ни чудо да критичари нису знали шта ће са њим. Хомосексуалност се само закратко појавила од тог тренутка: лезбејска млада у „Кики“ (Kika, 1993) и лезбејке у затвору у „Високим потпетицама“ (Tacones lejanos, 1991).

## Лични живот
Педро Алмодовар је хомосексуалне оријентације. Од 2002. године у вези је са глумцем и фотографом Фернандом Иглесијасом, који се често појављује у Алмодоваровим филмовима. Живе у одвојеним кућама у истом предграђу Мадрида.

## Награде
Оскар
| Година | Категорија                  | Филм                       | Резултат  |
| ------ | --------------------------- | -------------------------- | --------- |
| 1988.  | Најбољи страни филм         | Жене на рубу нервног слома | Номинован |
| 1999.  | Најбољи страни филм         | Све о мојој мајци          | Добитник  |
| 2002.  | Најбољи редитељ             | Причај с њом               | Номинован |
| 2002.  | Најбољи оригинални сценарио | Причај с њом               | Добитник  |

Златни глобус
| Година | Категорија                     | Филм               | Резултат  |
| ------ | ------------------------------ | ------------------ | --------- |
| 2000.  | Најбољи филм на страном језику | Све о мојој мајци  | Добитник  |
| 2003.  | Најбољи филм на страном језику | Причај с њом       | Добитник  |
| 2007.  | Најбољи филм на страном језику | Врати се           | Номинован |
| 2010.  | Најбољи филм на страном језику | Сломљени загрљаји  | Номинован |
| 2012.  | Најбољи филм на страном језику | Кожа у којој живим | Номинован |

БАФТА
| Година | Категорија                     | Филм                       | Резултат  |
| ------ | ------------------------------ | -------------------------- | --------- |
| 1989.  | Најбољи филм на страном језику | Жене на рубу нервног слома | Номинован |
| 1998.  | Најбољи филм на страном језику | Живо месо                  | Номинован |
| 1999.  | Најбољи редитељ                | Све о мојој мајци          | Добитник  |
| 1999.  | Најбољи изворни сценарио       | Све о мојој мајци          | Номинован |
| 1999.  | Најбољи филм на страном језику | Све о мојој мајци          | Добитник  |
| 2002.  | Најбољи филм на страном језику | Причај с њом               | Добитник  |
| 2002.  | Најбољи изворни сценарио       | Причај с њом               | Добитник  |
| 2004.  | Најбољи филм на страном језику | Лоше васпитање             | Номинован |
| 2006.  | Најбољи филм на страном језику | Врати се                   | Номинован |
| 2009.  | Најбољи филм на страном језику | Сломљени загрљаји          | Номинован |
| 2011.  | Најбољи филм на страном језику | Кожа у којој живим         | Добитник  |

Награда Гоја
| Година | Категорија                  | Филм                       | Резултат  |
| ------ | --------------------------- | -------------------------- | --------- |
| 1988.  | Најбољи филм                | Жене на рубу нервног слома | Добитник  |
| 1988.  | Најбољи оригинални сценарио | Жене на рубу нервног слома | Добитник  |
| 1988.  | Најбољи редитељ             | Жене на рубу нервног слома | Номинован |
| 1990.  | Најбољи редитељ             | Вежи ме!                   | Номинован |
| 1990.  | Најбољи филм                | Вежи ме!                   | Номинован |
| 1990.  | Најбољи оригинални сценарио | Вежи ме!                   | Номинован |
| 1995.  | Најбољи редитељ             | Цвет моје тајне            | Номинован |
| 1999.  | Најбољи редитељ             | Све о мојој мајци          | Добитник  |
| 1999.  | Најбољи филм                | Све о мојој мајци          | Добитник  |
| 1999.  | Најбољи оригинални сценарио | Све о мојој мајци          | Номинован |
| 2002.  | Најбољи редитељ             | Причај са њом              | Номинован |
| 2002.  | Најбољи филм                | Причај са њом              | Номинован |
| 2002.  | Најбољи оригинални сценарио | Причај са њом              | Номинован |
| 2004.  | Најбољи редитељ             | Лоше васпитање             | Номинован |
| 2004.  | Најбољи филм                | Лоше васпитање             | Номинован |
| 2006.  | Најбољи редитељ             | Врати се                   | Добитник  |
| 2006.  | Најбољи филм                | Врати се                   | Добитник  |
| 2006.  | Најбољи оригинални сценарио | Врати се                   | Номинован |
| 2009.  | Најбољи оригинални сценарио | Сломљени загрљаји          | Номинован |
| 2011.  | Најбољи адаптирани сценарио | Кожа у којој живим         | Номинован |
| 2011.  | Најбољи редитељ             | Кожа у којој живим         | Номинован |
| 2011.  | Најбољи филм                | Кожа у којој живим         | Номинован |

Награда Цезар
| Година | Категорија                     | Филм              | Резултат  |
| ------ | ------------------------------ | ----------------- | --------- |
| 1990.  | Најбољи страни филм            | Вежи ме!          | Номинован |
| 1992.  | Најбољи страни филм            | Високе потпетице  | Добитник  |
| 1999.  | Почасни Цезар                  | Почасни Цезар     | Добитник  |
| 2000.  | Најбољи страни филм            | Све о мојој мајци | Добитник  |
| 2003.  | Најбољи филм из Европске уније | Причај са њом     | Добитник  |
| 2005.  | Најбољи филм из Европске уније | Лоше образовање   | Номинован |
| 2007.  | Најбољи страни филм            | Врати се          | Номинован |

Кански филмски фестивал
| Година | Категорија       | Филм              | Резултат |
| ------ | ---------------- | ----------------- | -------- |
| 1999.  | Најбољи редитељ  | Све о мојој мајци | Добитник |
| 2006.  | Најбољи сценарио | Врати се          | Добитник |

## Филмографија
- Pepi, Luci, Bom y otras chicas del montón, (1980)
- Laberinto de pasiones (Лавиринт страсти, 1982)
- Entre tinieblas (Мрачне навике), 1983.
- ¿Qué he hecho yo para merecer esto? (Шта сам урадила да заслужим ово?), (1985)
- Matador (Матадор) 1986)
- La Ley del deseo (Закон пожуде, 1986)
- Mujeres al borde de un ataque de nervios (Жене на рубу нервног слома, 1987)
- ¡Átame! (Вежи ме, 1989)
- Tacones lejanos (Високе потпетице, 1991)
- Kika (Кика) (1993)
- La Flor de mi secreto (Цвет моје тајне, 1995)
- Carne trémula, (Живо месо, 1997)
- Todo sobre mi madre (Све о мојој мајци, 1998)
- Hable con ella (Причај с њом, 2001)
- La mala educación (Лоше васпитање, 2004)
- Volver (Врати се, 2006)
- Abrazos Rotos (Прекинути загрљаји, 2009)
- La piel que habito (Кожа у којој живим, 2011)
- Los amantes pasajeros (Пролазни путници, 2013)
- Julieta (Хулијета, 2016)
- Dolor y gloria (Бол и слава, 2019)
- Madres Paralelas (Паралелне мајке, 2021)